# Kelheim
Kelheim è un comune tedesco di 17 094 abitanti, situato nel Land della Baviera.
Nel suo territorio le acque del fiume Altmühl confluiscono in quelle del Danubio.
Nella frazione di Weltemburg è sita l'antica abbazia benedettina di Weltenburg.

## Amministrazione

### Gemellaggi
- Soave